# Marko Daňo
Marko Daňo, född 30 november 1994, är en österrikiskfödd slovakisk professionell ishockeyspelare som spelar för Winnipeg Jets i NHL.
Han har tidigare spelat på NHL-nivå för Colorado Avalanche, Chicago Blackhawks och Columbus Blue Jackets i NHL och på lägre nivåer för Manitoba Moose, Rockford Icehogs och Springfield Falcons i AHL, HC Slovan Bratislava i KHL och HC Dukla Trenčín i Extraliga.
Daňo draftades i första rundan i 2013 års draft av Columbus Blue Jackets som 27:e spelare totalt.

## Statistik
| 2010–2011        | HC Dukla Trenčín      | Extraliga        | 8   | 0  | 1  | 1  | 10 | 3  | 0 | 0 | 0 | 0  |
| 2011–2012        | HC Dukla Trenčín      | Extraliga        | 32  | 4  | 6  | 10 | 12 | 9  | 0 | 3 | 3 | 18 |
| 2012–2013        | HC Slovan Bratislava  | KHL              | 37  | 3  | 4  | 7  | 26 | 4  | 0 | 0 | 0 | 4  |
| 2013–2014        | HC Slovan Bratislava  | KHL              | 41  | 3  | 2  | 5  | 41 | —  | — | — | — | —  |
|                  | Springfield Falcons   | AHL              | 10  | 2  | 4  | 6  | 4  | 5  | 0 | 2 | 2 | 0  |
| 2014–2015        | Columbus Blue Jackets | NHL              | 35  | 8  | 13 | 21 | 14 | —  | — | — | — | —  |
|                  | Springfield Falcons   | AHL              | 39  | 11 | 8  | 19 | 34 | —  | — | — | — | —  |
| 2015–2016        | Chicago Blackhawks    | NHL              | 13  | 1  | 1  | 2  | 2  | —  | — | — | — | —  |
|                  | Rockford Icehogs      | AHL              | 34  | 4  | 19 | 23 | 40 | —  | — | — | — | —  |
|                  | Winnipeg Jets         | NHL              | 21  | 4  | 4  | 8  | 8  | —  | — | — | — | —  |
| 2016–2017        | Winnipeg Jets         | NHL              | 38  | 4  | 7  | 11 | 10 | —  | — | — | — | —  |
|                  | Manitoba Moose        | AHL              | 6   | 0  | 2  | 2  | 4  | —  | — | — | — | —  |
| 2017–2018        | Winnipeg Jets         | NHL              | 23  | 2  | 1  | 3  | 6  | —  | — | — | — | —  |
| 2018–2019        | Colorado Avalanche    | NHL              | 8   | 0  | 0  | 0  | 7  | —  | — | — | — | —  |
|                  | Manitoba Moose        | NHL              | —   | —  | —  | —  | —  | —  | — | — | — | —  |
| NHL totalt       | NHL totalt            | NHL totalt       | 138 | 19 | 26 | 45 | 47 | —  | — | — | — | —  |
| KHL totalt       | KHL totalt            | KHL totalt       | 78  | 6  | 6  | 12 | 67 | 4  | 0 | 0 | 0 | 4  |
| AHL totalt       | AHL totalt            | AHL totalt       | 89  | 17 | 33 | 50 | 82 | 5  | 0 | 2 | 2 | 0  |
| Extraliga totalt | Extraliga totalt      | Extraliga totalt | 40  | 4  | 7  | 11 | 22 | 12 | 0 | 3 | 3 | 18 |